# Raión de Bélgorod
El raión de Bélgorod (ruso: Белгоро́дский райо́н) es un distrito administrativo y municipal (raión) ruso perteneciente a la óblast de Bélgorod. Se ubica en el suroeste de la óblast. Su centro administrativo es la capital regional Bélgorod; dicha ciudad está enclavada en el centro-norte del raión pero no pertenece al mismo, ya que está constituida como un ókrug urbano aparte. La capital del raión es Maiski.
En 2020, el raión tenía una población de 128 886 habitantes.
El raión es fronterizo al sur con Ucrania.

## Subdivisiones
Comprende 86 núcleos de población (tres de ellos urbanos) distribuidos en 24 gobiernos locales. Estos 24 gobiernos locales son los asentamientos de tipo urbano de Oktiabrski, Razúmnoye y Séverni y los siguientes 21 asentamientos rurales:
- Belóvskoye
- Beloméstnoye
- Besónovka
- Vesiólaya Lopan
- Golovinó
- Dubovoye
- Yérik
- Zhuravliovka
- Komsomolski
- Krasni Oktiabr
- Krutói Log
- Maiski (la capital)
- Malínovka
- Nikólskoye
- Novosadovi
- Pushkárnoye
- Strelétskoye
- Tavrovo
- Jojlovo
- Shchetinovka
- Yasnie Zori